# Der Ausgestoßene
Der Ausgestoßene ist eine Skulptur von António Soares dos Reis in Carrara Marmor, die zum Bestand des Nationalmuseums Soares dos Reis in Porto gehört.
Das Werk wurde 1872 in Rom als Abschlussprüfung für ein Bildhauerinternat begonnen und in Porto fertiggestellt. Es wurde zur 14. dreijährlichen Ausstellung der Academia Portuense de Belas-Artes geschickt und erhielt eine Goldmedaille auf der Internationalen Ausstellung von Madrid im Jahr 1881.
Die Skulptur basiert auf dem Gedicht „Tristezas do Desterro“ von Alexandre Herculano und wurde von Teixeira de Pascoaes als maximaler Ausdruck der für die portugiesische Seele so charakteristischen Sehnsucht betrachtet.
Es handelt sich um ein bewegliches Kulturgut, das als von nationalem Interesse eingestuft ist (Nationale Schatzkammer).
Im Museu Nacional de Arte Contemporânea do Chiado befindet sich die Skulptur in patiniertem Gips mit Blick auf die Realisierung des Werks in Bronze. Diese Statue stammt aus dem Hospiz Santo António dos Portugueses in Rom und wurde 1908–09 mit Hilfe eines Zuschusses aus dem Valmor-Erbe nach Lissabon gebracht. Die Bronzestatue befindet sich auch im Garten des Nationalmuseums für zeitgenössische Kunst in Chiado.